# Faro Lizard
El faro Lizard es un faro en Lizard Point en Cornualles, Inglaterra, Reino Unido, construido para guiar a los barcos transitando por el Canal Inglés.

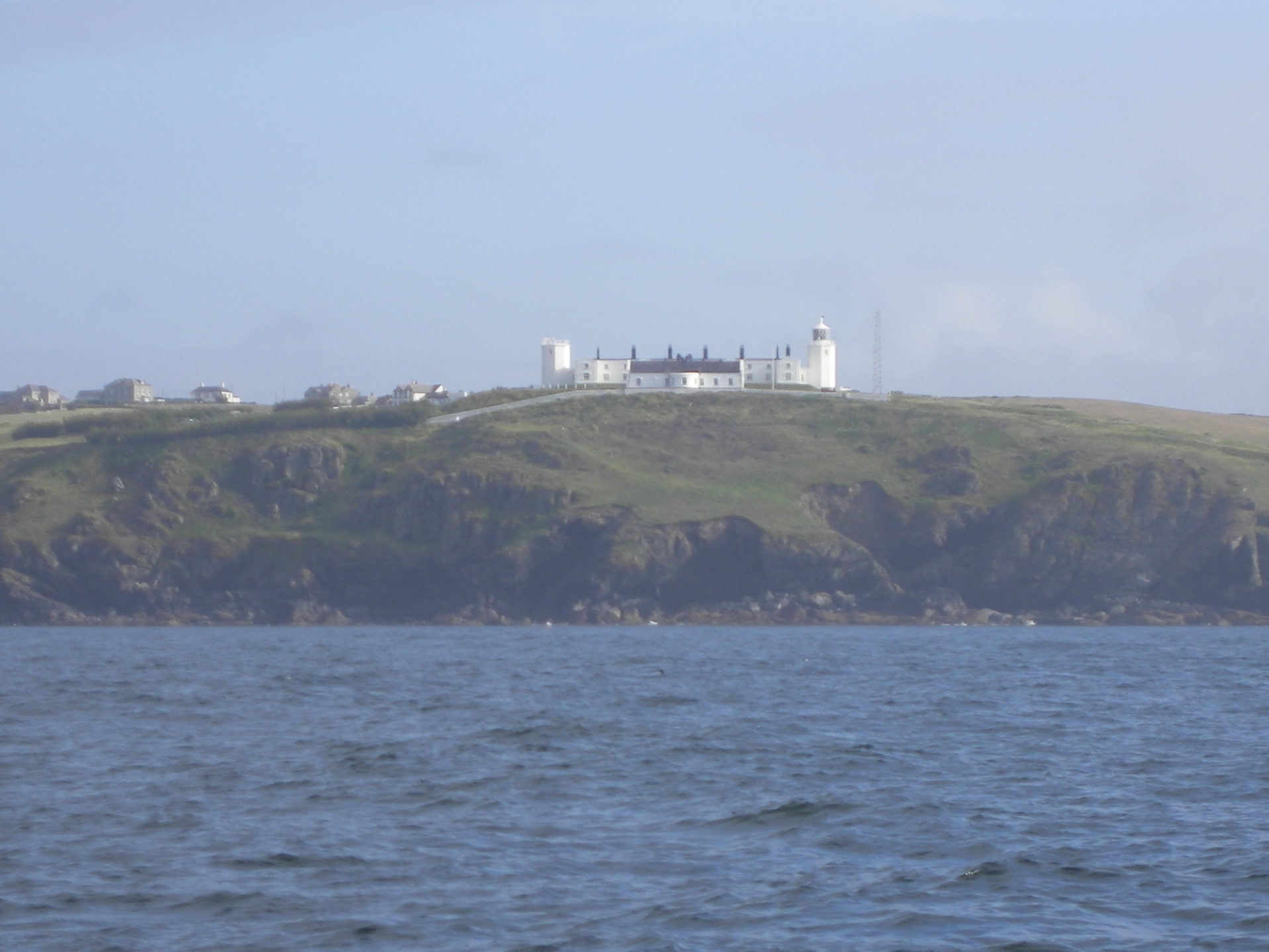
El Faro Lizard desde el mar

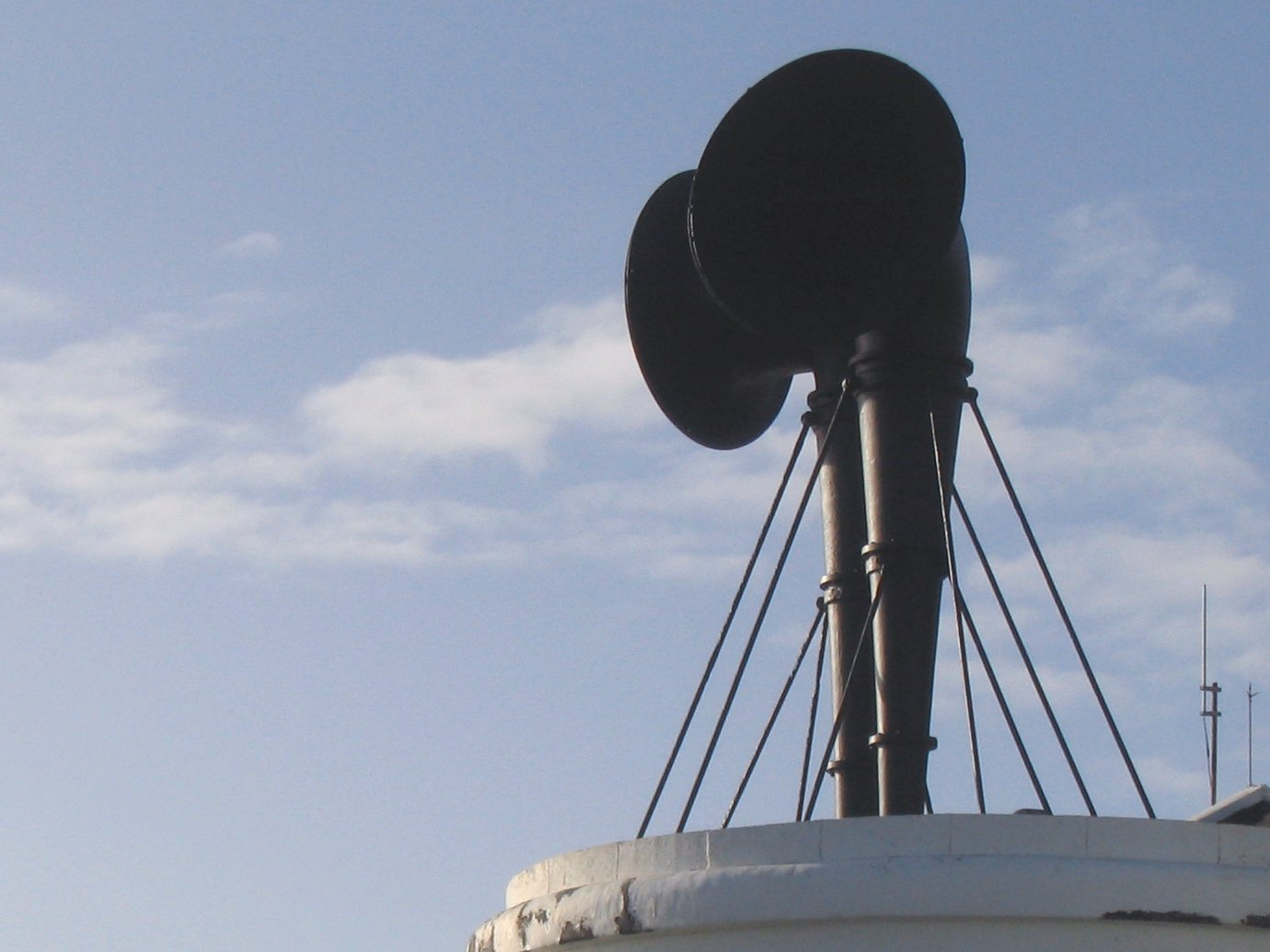
El Faro Lizard en Cornwall

La luz fue por primera vez exhibida en 1619, construida gracias a los esfuerzos de Sir John Killigrew, pero fue extinguida y la torre demolida en 1630 debido a las dificultades de recaudación de fondos para sus operaciones y mantenimiento.
El faro consistente de dos torres con cabañas entre ellas fue construido en 1751. Trinity House se hizo cargo del faro in 1771, y fue automatizado y restaurado en 1998. Originalmente ambas torres eran encendidas, pero desde 1903 solamente la Torre Este continúa en uso.
Abierto en 2009 con un fondo de la lotería del patrimonio británico Heritage Lottery Fund, el Centro de Patrimonio del Faro Lizard está localizado en la sala de maquinaria del faro, que mantiene algunas de sus maquinarias originales. Las exhibiciones interactivas y muestras se centran en la historia del faro, la vida del cuidador del faro, y el rol de los faros en la seguridad marítima.